# اوکوپ
اوکوپ (به هلندی: Oukoop) یک منطقهٔ مسکونی در هلند است که در بوده‌خرافن-ریوویک واقع شده‌است. اوکوپ ۶۰ نفر جمعیت دارد.